# Международен ромски съюз
Международният ромски съюз (на ромски: Romano Internacionalno Jekhetanipe) е международна организация със седалище във Виена, Австрия, поставяща си за цел да представлява циганите по света.
Създадена е през 1965 година като Международен цигански комитет от група около Ванко Руда, отделила се от закритата по това време Световна циганска общност. След организирания от нея първи Световен ромски конгрес през 1971 година се преименува на Международен ромски комитет, а след втория конгрес през 1978 година – на Международен ромски съюз. В съюза членуват цигански организации от около 30 страни, главно от Европа.
Първата значима проява на организацията е проведеният край Лондон през 1971 година Първи световен ромски конгрес, в който има участници от Великобритания, Западна Германия, Испания, Индия, Унгария, Франция, Чехословакия и Югославия. На него за председател на организацията е избран сръбският писател Слободан Берберски и са приети нейни символи – химн на организацията става песента на сръбския музикант Жарко Йованович „Джелем, джелем“, 8 април е обявен за Международен ден на ромите и е утвърдено синьо-зеленото знаме на циганите (с вариант за Социалистическия лагер, в който староиндийската дхармачакра е заменена с червена звезда). През следващите години Международният ромски съюз осъществява контакти с различни международни организации, като Организацията на обединените нации и ЮНЕСКО. През 70-те и 80-те години той е активно подкрепян от правителството на Югославия и донякъде от това на Индия, като югославските представители заемат основни позиции в ръководството му.
Вторият световен ромски конгрес е проведен през 1978 година в Женева с представители от 22 страни, но повечето източноевропейски представители, включително един от България, присъстват на събитието неофициално. За председател е избран чехословашкият емигрант Ян Цибула, а секретар става югославският представител Шаип Юсуф. На третия конгрес през 1981 година в Гьотинген с 350 делегати от 22 страни председател става югославският партиен функционер Саит Балич, а на четвъртия през 1990 година във Варшава – Райко Джурич. След третия конгрес активността на организацията рязко намалява, тъй като след смъртта на Йосип Броз Тито югославските власти ограничават подкрепата си.